# Falsterbo

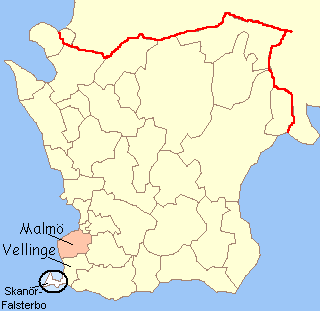
Lage der Halbinsel Falsterbo in Schwedens südlichster Provinz Skåne.

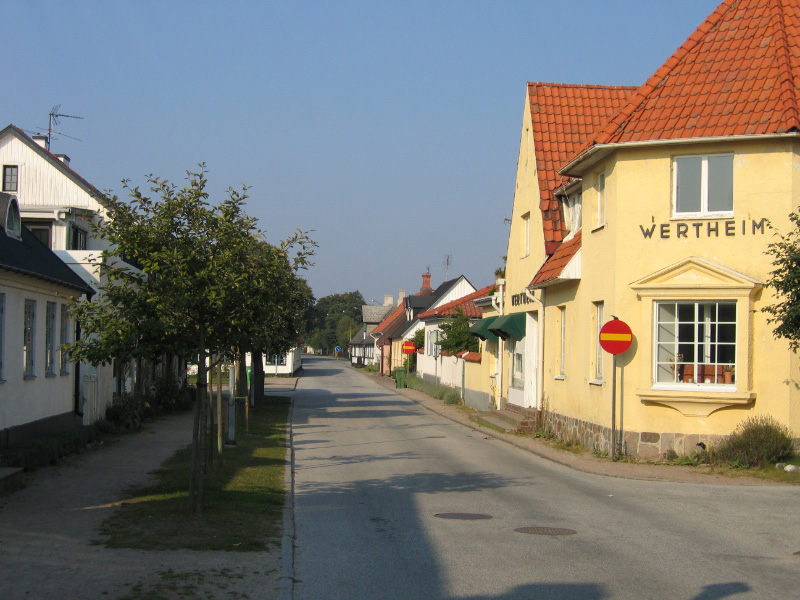
Zentrum von Falsterbo

Die Halbinsel Falsterbo liegt an der südwestlichsten Spitze der Skandinavischen Halbinsel, etwa 25 Kilometer südlich von Malmö. Sie markiert die Grenze zwischen der Ostsee und dem Öresund. Durch den Falsterbo-Kanal, der die Halbinsel vom Festland trennt, verkürzt sich der Weg von der Meerenge zum Binnenmeer.

## Geografie
Geografisch gliedert sich die Halbinsel in zwei Bereiche:
1. der längliche, riffähnliche Westteil,
2. das Gebiet westlich und östlich des 1,6 km langen Falsterbo-Kanals

Im Westteil der Halbinsel liegt die historisch bedeutende Stadt Skanör med Falsterbo mit den Ortsteilen Falsterbo im Süden und Skanör zum Norden. An der Basis der Halbinsel liegen westlich bzw. östlich des Falsterbo-Kanals die Orte Ljunghusen und Höllviken.

## Bedeutung der Halbinsel für den Vogelzug
Wegen der besonderen Lage (südwestlichster Landzipfel Schwedens) ist die Falsterbo sehr bedeutend für den Vogelzug in Skandinavien. Die meisten Vogelarten wandern in südwestlicher Richtung und da fast alle Arten Angst vor der Meerüberquerung haben, lassen sie sich entlang der Küstenlinie schließlich nach Falsterbo leiten, bis es nicht mehr weitergeht. Verstärkt wird dieser Effekt, auch „flyway-Effekt“ genannt, durch den vorwiegenden Südwestwind (Gegenwind!), der die Vögel dazu zwingt, in Bodennähe bei der dort herrschenden geringeren Windgeschwindigkeit zu fliegen. Durch die damit verbundene Nähe zum Wasser orientieren sie sich umso eher am Küstenverlauf.
Dadurch gelangen die meisten Singvogelarten auf die Halbinsel und nutzen sie als Rastplatz vor dem Weiterzug. Ein beträchtlicher Teil von den ca. 500 Millionen Vögeln, die im Herbst von der skandinavischen Halbinsel aus nach Süden ziehen, zieht über Falsterbo. Der Weiterzug führt je nach Windrichtung über die Ostsee Richtung Dänemark auf das mitteleuropäische Festland.

## Sehenswertes

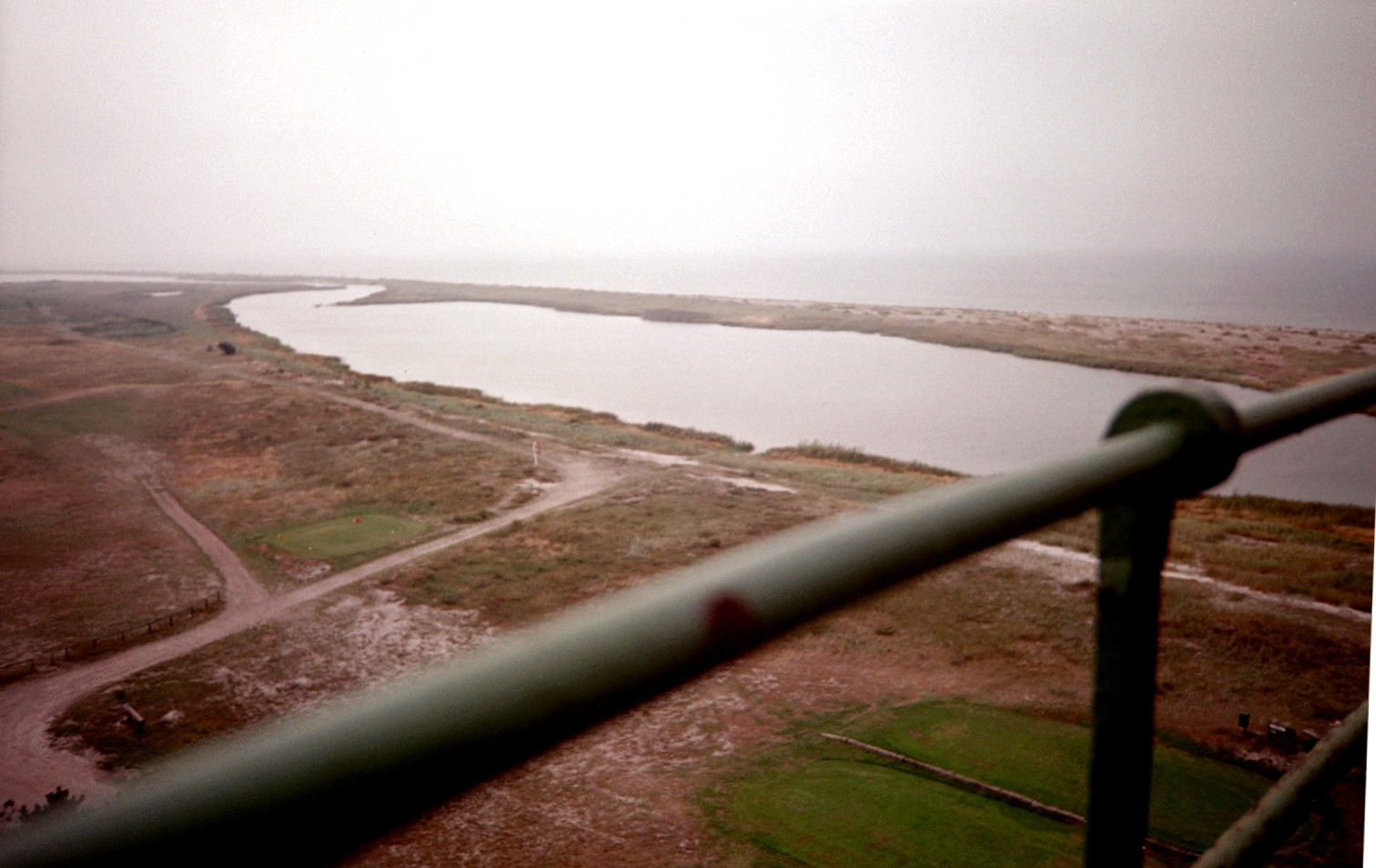
Der Leuchtturm von Falsterbo, nahe der Vogelwarte, bietet diesen Blick auf die See bei schlechtem Wetter.

Falsterbo ist bekannt für die Vogelwarte Falsterbo, da die meisten Zugvögel die skandinavische Halbinsel über das fünf Kilometer lange Falsterbo-Riff südwärts verlassen. Das Riff und die feinen Sandstrände auf der Halbinsel bieten einen der schönsten Strände Südschwedens, umgeben von sehr lange blühenden Heideflächen.

### Bauwerke

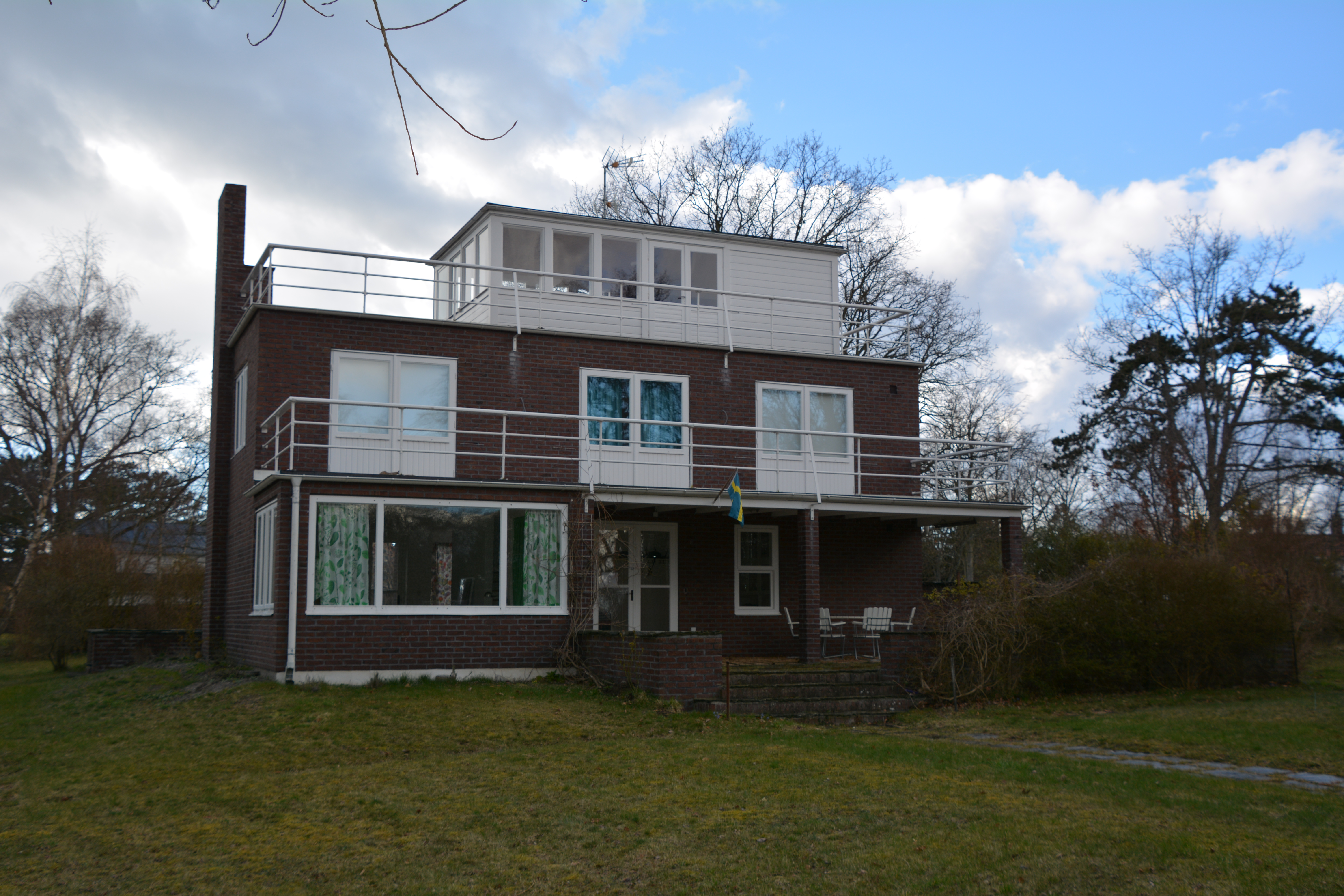
Das von Frank 1924 entworfene und 1927 fertiggestellte Sommerhaus Villa Claëson für den Diplomaten Axel Claëson und seine Frau Sighild

Architektonisch bedeutend sind die vom österreichisch-schwedischen Architekten Josef Frank entworfenen sechs Sommervillen im Stil der Moderne sowie die Entwürfe des schwedischen Architekten Alfred Grenander. Ebenso baute hier der Architekt Sigurd Lewerentz zwischen 1933 und 1937 die Villa Edstrand im Stil des Funktionalismus. Der in Malmö geborene Architekt Jonas Lindvall realisierte 2014 auf dem Grundriss einer ehemaligen 40er-Jahre-Villa das Sommerferienhaus Villa J2. Der Entwurf des Strandbades in Falsterbo, entworfen von Joakim Kaminsky, wurde 2016 sogar als Beitrag zur Architektur-Biennale im schwedischen Pavillon in Venedig gezeigt.
Der Leuchtturm Falsterbo, gebaut von 1793 bis 1796, mit dem heutigen Laternenhaus von 1843 bis heute in Betrieb. Er steht unter Denkmalschutz und wurde 1993 zum schwedischen Kulturerbe erklärt.

## Verkehr
Es bestehen gute, vom ÖPNV-Unternehmen Skånetrafiken betriebene, Busverbindungen nach Trelleborg und Malmö. Von Skanör nach Ystad verläuft eine malerische Küstenstraße, an der man viele gut ausgeschilderte Zeltplätze und eine Jugendherberge findet.
Die früher vorhandene Falsterbobanen wurde 1971 eingestellt und abgebaut.